# Neufundland (Band)
Neufundland war eine deutschsprachige Indie-Rock-Band aus Köln.

## Geschichte
Die Band formierte sich 2013 in Köln. Bereits im selben Jahr veröffentlichte man eine erste Single. Im Frühjahr 2015 folgte eine selbstproduzierte EP, welche von der Fachpresse positiv aufgenommen wurde.
2017 folgte das von Tim Tautorat produzierte Debütalbum Wir werden niemals fertig sein, auf welchem sich die Band weg vom Indie-Pop hin zu Indie-Rock, Punk und elektronischer Musik entwickelte. Auch die Texte wurden als tiefgründung gelobt. Im Anschluss spielten sie auf diversen Festivals und u. a. im Vorprogramm von Von Wegen Lisbeth und Faber.
2019 erschien das gesellschaftskritische Konzeptalbum Scham bei Unter Schafen Records, welches in Zusammenarbeit mit Tillmann Ostendarp (Musiker u. a. bei Faber) entstand und sich mit Themen wie Kapitalismuskritik, toxischer Männlichkeit und Rechtsextremismus auseinandersetzt. Sie kritisierten im Rahmen der Pressearbeit für das Album auch explizit den Sexismus in der Musikbranche. Bis zur Veröffentlichung des dritten Albums verließ Keyboarder Matthias Lüken die Gruppe.
Im Dezember 2022 folgte das Album Grind, welches musikalisch dem Rock und Post-Punk zuzuordnen ist. Insbesondere elektronische Elemente fehlen darauf gänzlich. Mit Veröffentlichung des Albums gab die Band bekannt, sich nach drei Abschiedskonzerten im März 2023 auflösen zu wollen. Als Grund gab die Band den enormen Aufwand für Eigenwerbung an, insbesondere in den sozialen Medien. In diesem Zuge kritisierten sie die Form der Verwertung von Musik auf Plattformen wie TikTok und Spotify.

## Diskografie
Alben
- 2017: Wir werden niemals fertig sein (Selbstverlag)
- 2019: Scham (Unter Schafen Records)
- 2022: Grind (Unter Schafen Records)

EPs
- 2015: Neufundland (Indigo)

Singles
- 2014: Hallo (Selbstverlag)